# Leatop Plaza
Leatop Plaza (en chino simplificado, 利通广场; en chino tradicional, 利通廣場) es un rascacielos tardo-modernista ubicado en Cantón (Guangzhou), China. La torre de oficinas se eleva 303 metros y tiene 64 plantas. La construcción del edificio, de cristal y metal, fue diseñada por Francisco González-Pulido del estudio de arquitectura Jahn.
La innovación del rascacielos radica entre otras cosas en la fachada, con un tratamiento especial y específico en el vidrio que permite un ahorro de energía que lo hacen energéticamente más eficiente.
Es el octavo rascacielos más alto de la ciudad de Cantón.